# アシステル・ノヴァーラ

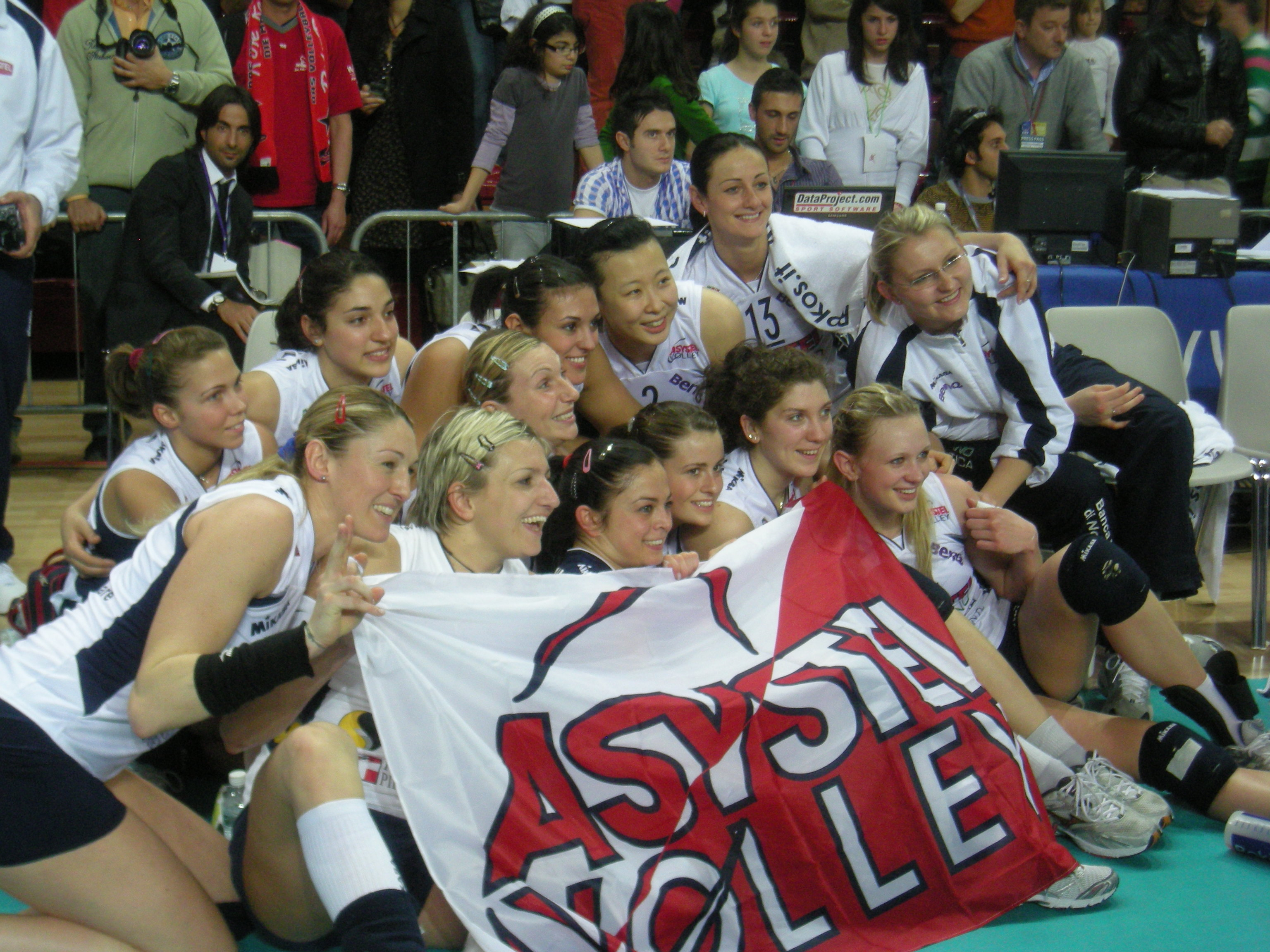
2009年CEVカップ優勝のアシステル・バレー

アシステル・ノヴァーラ（Asystel Novara）は、イタリア・ノヴァーラを本拠地としていた女子バレーボールクラブ。

## 歴史
2003年に設立。AGILバレーからスポーツタイトルを譲渡され2003-04シーズンにセリエA1デビュー、2003-04年のコッパ・イタリアでは初優勝をした。
2012年にスポーツタイトルをVolley 2002 Forlìに、スポンサーと一部の選手をヴィッラ・コルテーゼに譲渡し活動終了。

## 主な成績
セリエA
- 優勝：なし

 コッパ・イタリア
- 優勝：2004年

 CEVカップ
- 優勝：2009年

## 歴代所属選手
- アンナバニア・メッロ
- サラ・アンツァネッロ
- タイスマリー・アゲロ
- パオラ・カルドゥッロ
- ジェニー・バラッツァ
- マルティーナ・グイッジ
- クリスティナ・バルチェリーニ
- ラファエラ・フォリエ
- ローガン・トム
- リンゼイ・バーグ
- マノン・フリール
- 孫玥
- マルガレーテ・コズーフ
- アーニャ・スパソイエビッチ
- ステファナ・ベリコビッチ
- イバナ・ネーショビッチ
- サーニャ・マラグルスキ
- マウゴジャータ・グリンカ
- カタジナ・スコブロニスカ
- アンナ・ポドレッツ
- ナターシャ・オスモクロビッチ
- イリーナ・キリロワ
- サーニャ・ポポビッチ
- カタリナ・バルン

## ユニフォーム
ホーム
- メインカラーのネイビー。シャツネームと背番号はホワイト。

アウェイ
- サブカラーのホワイトとネイビー。シャツネームと背番号はネイビー。

リベロ
- 反対色を着用。